# Dammard
Dammard är en kommun i departementet Aisne i regionen Hauts-de-France i norra Frankrike. Kommunen ligger  i kantonen Neuilly-Saint-Front som ligger i arrondissementet Château-Thierry. År 2022 hade Dammard 375 invånare.

## Befolkningsutveckling
Antalet invånare i kommunen Dammard
Referens: INSEE